# Уайт, Ройс
Ройс Александер Уайт (англ. Royce Alexander White; родился 10 апреля 1991 года, Миннеаполис, Миннесота, США) — американский бывший профессиональный баскетболист, игравший на позиции тяжёлого форварда.

## Карьера в НБА
Ройс Уайт страдает психологическим расстройством из-за которого сыграл всего три матча в НБА. С 10-летнего возраста Уайта сменил 2 школы и 2 университета, пытался найти себя вне баскетбола, самостоятельно научившись играть на фортепьяно и профессионально занявшись музыкой. Его ловили на воровстве, он конфликтовал с командами. Из-за боязни летать на самолёте ездил на матчи университетских команд на автобусе.
Изначально Уайт договорился с руководством «Хьюстон Рокетс» ездить на матчи клуба на специальном автобусе и пропускать гостевые матчи, но затем последовали пропуск тренировок и последующая угроза отправить игрока в D-лигу, что, в свою очередь, привило к публичному заявлению Уайта через Твиттер и угрозам завершить карьеру. 6 января 2013 года, «Рокетс» приостановили контракт Уайта, без сохранения заработной платы за невыполнение контрактных обязательств.

Информация, путём которой Рокетс рассказывают общественности о сложившейся ситуации, содержит много недомолвок и откровенно неправдивых фактов. Представители Хьюстона в глазах общественности пытаются сделать вид, что поддерживают меня, но единственной помощью, которая мне необходима, будет помощь медиков. Здесь у меня нет возможности пользоваться ею вообще. Я решил не играть в Лиге развития, потому что я и мой личный врач считаем, что для меня это небезопасно. В целом, фронт-офис Рокетс просто некомпетентен в принятии подобных решений, потому что у клуба нет приличного психолога.— Ройс Уайт
26 января 2013 года, «Рокетс» и Уайт взаимно договорились, о том, что он будет выступать за команду D-лиги «Рио-Гранде Уэлли Вапорз» с 11 февраля 2013 года.
13 июля 2013 года «Хьюстон Рокетс» отправил форварда Ройса Уайта и права на выступающего в Европе Фуркана Алдемира в «Филадельфия-76» в обмен «Рокетс» получили драфт-пики. Этот обмен помог «Рокетс» сэкономить $ 1700000 заработной платы, чтобы подписать Дуайта Ховарда. Уайт не провел за техасский клуб ни одного матча из-за проблем с психикой.

## Статистика

### Статистика в НБА
| Сезон                                                                                    | Команда    | Регулярный сезон | Регулярный сезон | Регулярный сезон | Регулярный сезон | Регулярный сезон | Регулярный сезон | Регулярный сезон | Регулярный сезон | Регулярный сезон | Регулярный сезон | Регулярный сезон | Серия плей-офф | Серия плей-офф | Серия плей-офф | Серия плей-офф | Серия плей-офф | Серия плей-офф | Серия плей-офф | Серия плей-офф | Серия плей-офф | Серия плей-офф | Серия плей-офф |
| Сезон                                                                                    | Команда    | GP               | GS               | MPG              | FG%              | 3P%              | FT%              | RPG              | APG              | SPG              | BPG              | PPG              | GP             | GS             | MPG            | FG%            | 3P%            | FT%            | RPG            | APG            | SPG            | BPG            | PPG            |
| ---------------------------------------------------------------------------------------- | ---------- | ---------------- | ---------------- | ---------------- | ---------------- | ---------------- | ---------------- | ---------------- | ---------------- | ---------------- | ---------------- | ---------------- | -------------- | -------------- | -------------- | -------------- | -------------- | -------------- | -------------- | -------------- | -------------- | -------------- | -------------- |
| 2013/14                                                                                  | Сакраменто | 3                | 0                | 3,0              | 0,0              | -                | -                | 0,0              | 0,0              | 0,0              | 0,0              | 0,0              | Не участвовал  | Не участвовал  | Не участвовал  | Не участвовал  | Не участвовал  | Не участвовал  | Не участвовал  | Не участвовал  | Не участвовал  | Не участвовал  | Не участвовал  |
|                                                                                          | Всего      | 3                | 0                | 3,0              | 0,0              | -                | -                | 0,0              | 0,0              | 0,0              | 0,0              | 0,0              | Не участвовал  | Не участвовал  | Не участвовал  | Не участвовал  | Не участвовал  | Не участвовал  | Не участвовал  | Не участвовал  | Не участвовал  | Не участвовал  | Не участвовал  |
| Наведите курсор мыши на аббревиатуры в заголовке таблицы, чтобы прочесть их расшифровку. |            |                  |                  |                  |                  |                  |                  |                  |                  |                  |                  |                  |                |                |                |                |                |                |                |                |                |                |                |

### Статистика в Джи-Лиге
| Сезон                                                                                    | Команда                   | Регулярный сезон | Регулярный сезон | Регулярный сезон | Регулярный сезон | Регулярный сезон | Регулярный сезон | Регулярный сезон | Регулярный сезон | Регулярный сезон | Регулярный сезон | Регулярный сезон | Серия плей-офф | Серия плей-офф | Серия плей-офф | Серия плей-офф | Серия плей-офф | Серия плей-офф | Серия плей-офф | Серия плей-офф | Серия плей-офф | Серия плей-офф | Серия плей-офф |
| Сезон                                                                                    | Команда                   | GP               | GS               | MPG              | FG%              | 3P%              | FT%              | RPG              | APG              | SPG              | BPG              | PPG              | GP             | GS             | MPG            | FG%            | 3P%            | FT%            | RPG            | APG            | SPG            | BPG            | PPG            |
| ---------------------------------------------------------------------------------------- | ------------------------- | ---------------- | ---------------- | ---------------- | ---------------- | ---------------- | ---------------- | ---------------- | ---------------- | ---------------- | ---------------- | ---------------- | -------------- | -------------- | -------------- | -------------- | -------------- | -------------- | -------------- | -------------- | -------------- | -------------- | -------------- |
| 2012/13                                                                                  | Рио-Гранде Вэллей Вайперс | 16               | 8                | 25,5             | 44,4             | 10,0             | 65,9             | 5,7              | 3,3              | 0,9              | 0,8              | 11,4             | Не участвовал  | Не участвовал  | Не участвовал  | Не участвовал  | Не участвовал  | Не участвовал  | Не участвовал  | Не участвовал  | Не участвовал  | Не участвовал  | Не участвовал  |
| 2013/14                                                                                  | Рино Бигхорнс             | 4                | 4                | 24,7             | 36,7             | 33,3             | 62,5             | 4,3              | 2,8              | 1,5              | 0,3              | 8,8              | Не участвовал  | Не участвовал  | Не участвовал  | Не участвовал  | Не участвовал  | Не участвовал  | Не участвовал  | Не участвовал  | Не участвовал  | Не участвовал  | Не участвовал  |
|                                                                                          | Всего                     | 20               | 12               | 25,4             | 43,1             | 21,1             | 65,3             | 5,4              | 3,2              | 1,0              | 0,7              | 10,9             | Не участвовал  | Не участвовал  | Не участвовал  | Не участвовал  | Не участвовал  | Не участвовал  | Не участвовал  | Не участвовал  | Не участвовал  | Не участвовал  | Не участвовал  |
| Наведите курсор мыши на аббревиатуры в заголовке таблицы, чтобы прочесть их расшифровку. |                           |                  |                  |                  |                  |                  |                  |                  |                  |                  |                  |                  |                |                |                |                |                |                |                |                |                |                |                |

### Статистика в NCAA
| Сезон | Команда     | Conf    | Class | GP | GS | MPG  | FG%  | 3P%  | FT%  | RPG | APG | SPG | BPG | PPG  |
| --- | ----------- | ------- | ----- | -- | -- | ---- | ---- | ---- | ---- | --- | --- | --- | --- | ---- |
| 2009/10 | Миннесота   | Big Ten | SO    | 1  |    | 17,0 | 60,0 |      | 50,0 | 4,0 | 2,0 | 2,0 | 2,0 | 7,0  |
| 2011/12 | Айова Стэйт | Big 12  | SO    | 34 | 33 | 31,5 | 53,4 | 33,3 | 49,8 | 9,3 | 5,0 | 1,2 | 0,9 | 13,4 |
| Всего | Всего       | Всего   | Всего | 35 | 33 | 31,1 | 53,5 | 33,3 | 49,8 | 9,1 | 4,9 | 1,2 | 1,0 | 13,2 |
| Наведите курсор мыши на аббревиатуры в заголовке таблицы, чтобы прочесть их расшифровку Статистика приведена с сайта sports-reference.com |             |         |       |    |    |      |      |      |      |     |     |     |     |      |

### Статистика в других лигах
| Сезон | Команда         | Лига       | GP | GS | MPG  | FG%  | 3P%  | FT%  | RPG  | APG | SPG | BPG | PFL | TOV | PPG  |
| --- | --------------- | ---------- | -- | -- | ---- | ---- | ---- | ---- | ---- | --- | --- | --- | --- | --- | ---- |
| 2016/17 | Лондон Лайтнинг | НБЛ Канада | 49 | 48 | 33,4 | 58,0 | 30,6 | 60,0 | 10,2 | 5,7 | 1,3 | 0,9 | 4,1 | 3,5 | 20,9 |
| 2017/18 | Лондон Лайтнинг | НБЛ Канада | 38 | 38 | 37,4 | 54,9 | 23,4 | 59,6 | 9,1  | 5,8 | 0,7 | 1,2 | 3,4 | 4,2 | 25,5 |
| Всего | Всего           | Всего      | 87 | 86 | 35,2 | 56,5 | 26,5 | 59,8 | 9,7  | 5,8 | 1,0 | 1,0 | 3,8 | 3,8 | 22,9 |
| Наведите курсор мыши на аббревиатуры в заголовке таблицы, чтобы прочесть их расшифровку Статистика приведена с сайта basketball.realgm.com |                 |            |    |    |      |      |      |      |      |     |     |     |     |     |      |